# Pierre Chayriguès
Pierre Chayriguès, né le 2 mai 1892 à Paris 16e et mort le 19 mars 1965 à Levallois-Perret, est un footballeur français.

## Biographie
Pierre Chayriguès est le premier gardien de but français de renom, malgré sa taille modeste (1,66 m). Il débute en équipe première de la JAS Levallois dès l'âge de treize ans. Il rejoint le Red Star en 1911 et étrenne sa première sélection en équipe de France dans la foulée, à seulement 19 ans.
Sa réputation franchit les frontières de l'Hexagone. Le club professionnel anglais de Tottenham Hotspur lui propose un pont d'or (12 000 francs par mois) pour le recruter en 1913, mais Chayriguès refuse. Il avouera plus tard qu'il gagnait très bien sa vie au Red Star, malgré son statut d'amateur.

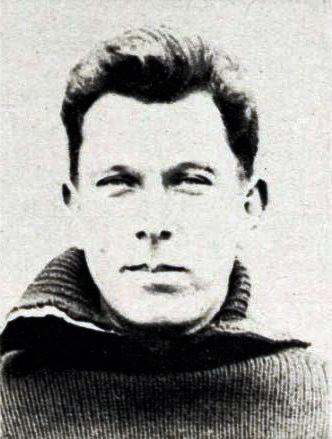
Pierre Chayriguès en février 1922.

Revenu au Red Star après la guerre, il se fracture le bassin et l'épaule lors des Jeux interalliés de 1919 (au cours du match France-Tchécoslovaquie). Il ne fait son retour que lors de la finale de Coupe de France 1921, au cours de laquelle il réalise une grande performance. Avec son club, Chayriguès remporte les deux éditions suivantes de la Coupe de France. Il arrête sa carrière à la fin de l'année 1925 à la suite de nouvelles blessures. Après s'être enfoncé une côte en sortant dans les pieds de l'attaquant uruguayen Pedro Petrone durant le tournoi de football des Jeux olympiques d'été de 1924, il se fracture la cheville et le péroné au cours d'un match opposant les sélections du Nord et de Paris le 13 décembre 1925, à Roubaix. 
Il arrête son compteur de sélections à 21, concentrées d'octobre 1911 à mai 1914, puis de janvier 1923 à mai 1925.
Chayriguès est nommé parmi les principaux collaborateurs au Larousse du XXe siècle en six volumes (1928-1932). À partir de 1929, et jusqu'en 1933 au moins, il est entraîneur du Gallia Sports d'Alger, alors un des principaux clubs d'Afrique du Nord.
Après la Seconde Guerre mondiale, Chayriguès ouvre un café à Avranches, en Normandie appelé « le bar des sports ». Il est immédiatement approché par le club local, l'US Avranches, mais l'affaire ne se fait pas. Il tente en vain de créer un nouveau club dans la ville, le Red Star d'Avranches. Il devient finalement l'entraîneur de l'USA entre 1949 et 1956. En 1958 il inaugure une rue qui porte son nom, à Laval,.

## Style de jeu

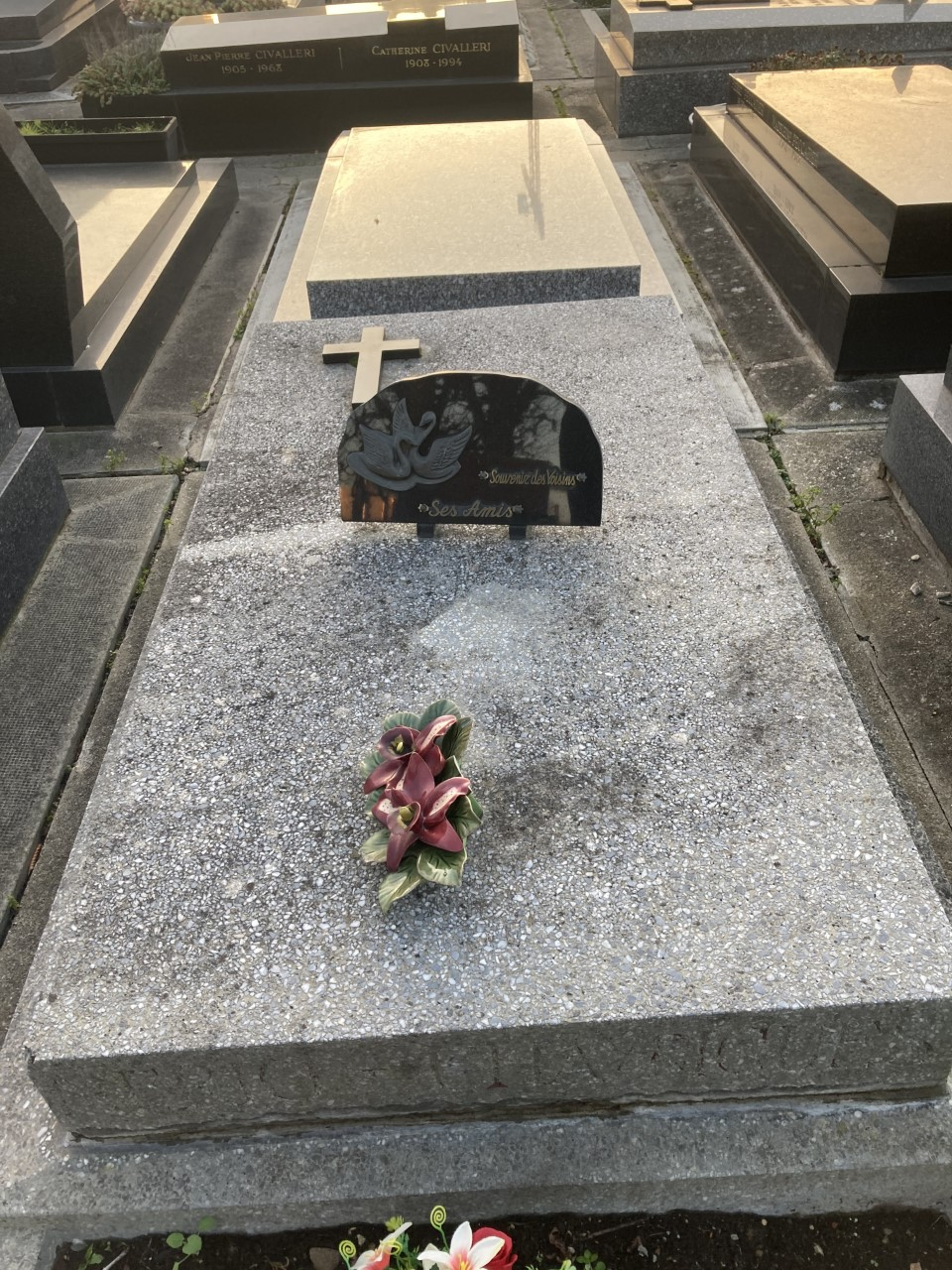
Sépulture de Pierre Chayriguès au cimetière de Levallois-Perret.

Précurseur du gardien moderne, Chayriguès explique ainsi dans ses Mémoires sa conception du rôle de gardien de but : «  J'ai compris tout de suite que le gardien devait être autre chose qu'un homme enfermé dans sa cage. J'ai donc décidé de quitter ma ligne de but et de me promener dans les dix-huit mètres, à la fois pour mieux anticiper le jeu, stopper l'attaque adverse et relancer les contre-offensives  ».
Il « invente » les dégagements aux poings, les sorties dans les pieds des adversaires mais surtout le plongeon. Il est le premier gardien français à quitter sa ligne pour anticiper sur les adversaires. Ceci lui occasionne nombre de blessures malgré sa très solide stature.

## Carrière de joueur
- 1908-1911 :  Union sportive amicale de Clichy
- 1911-1914, puis 1919-1925 :  Red Star Amical Club

## Palmarès personnel
- Finaliste des Jeux interalliés de 1919.
- Vainqueur de la Coupe de France en 1921, 1922 et 1923, avec le Red Star.
- 21 sélections en équipe de France A, entre 1911 et 1925.

### Liens externes

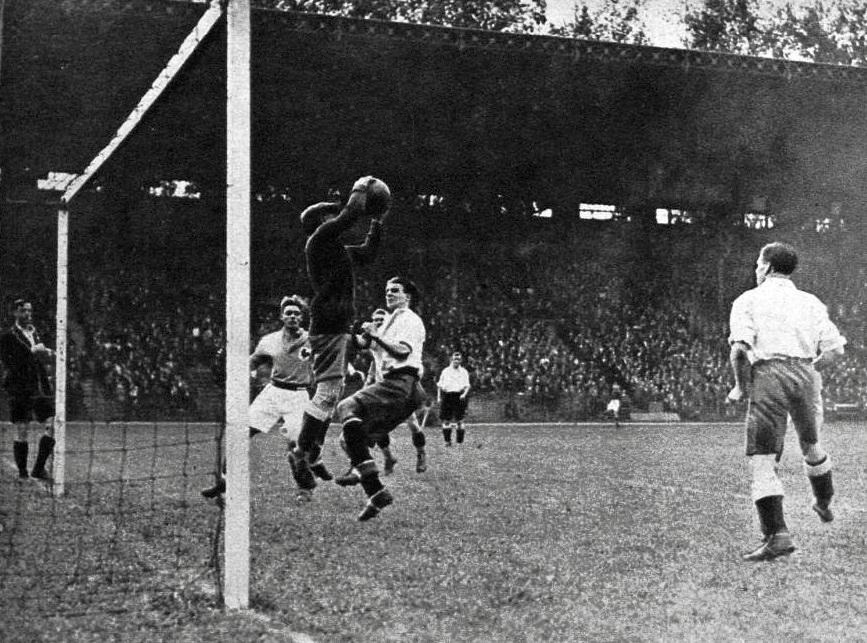
Un arrêt de P. Chayriguès en mai 1925, lors de France-Angleterre (à Colombes).